# Adansonia grandidieri

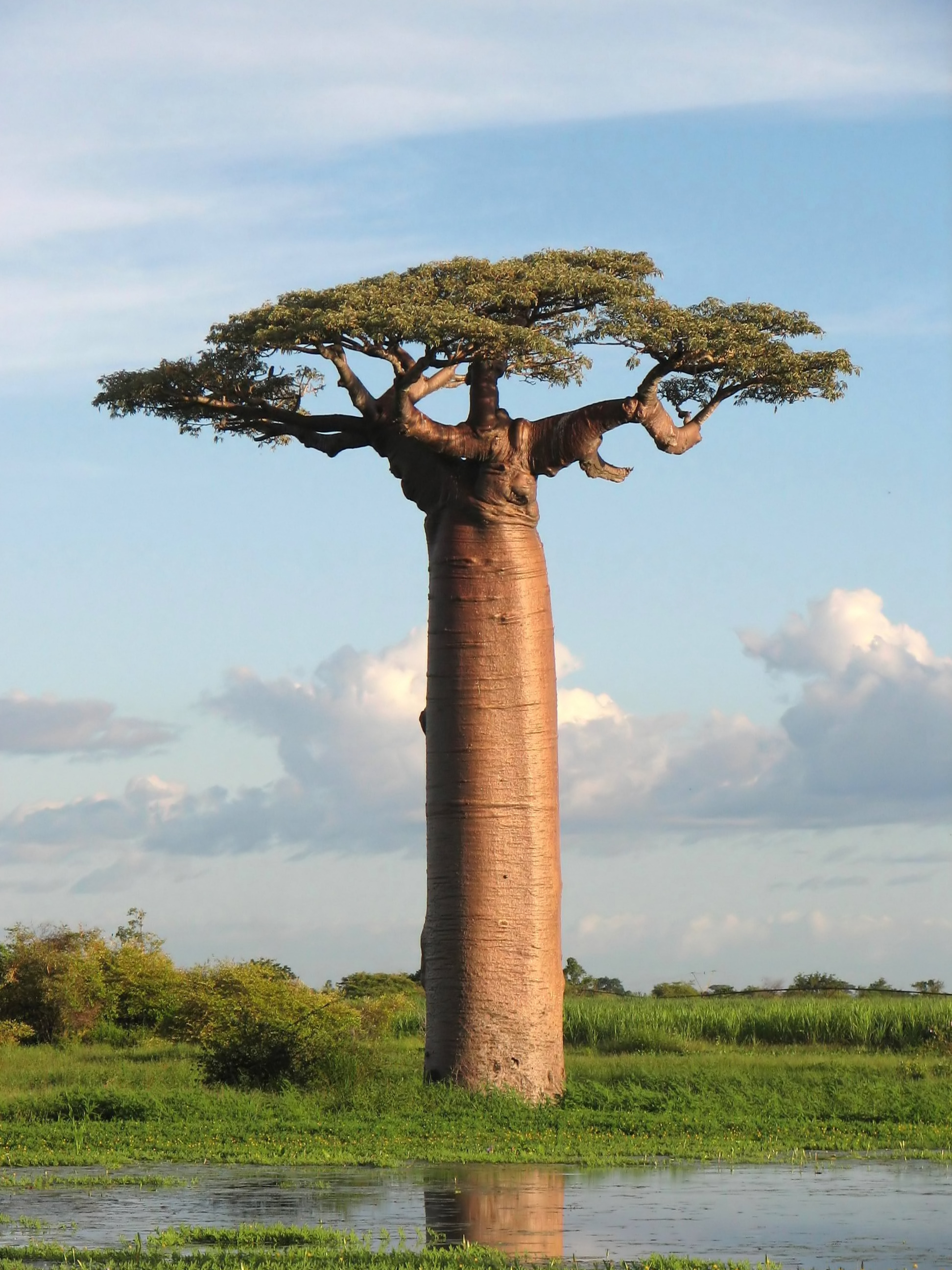

Адансо́нія Грандідьє, або Баобаб Грандідьє (лат. Adansonia grandidieri) — дерево роду баобаб (Adansonia) родини мальвові. Є найбільшим і найвідомішим з шести видів баобабів на Мадагаскарі. Це імпозантне і незвичне дерево є ендемічним для острова Мадагаскар, де це зникаючий вид, який загрожує зазіханням на сільськогосподарські угіддя.

## Опис
Баобаби Грандідьє мають масивні, циліндричні, довгі, товсті стовбури, заввишки до трьох метрів, вкриті гладкою червонувато-сірою корою. Вони можуть досягати від 25 до 30 метрів у висоту. У певний час року крони плоских верхівок мають синювато-зелені пальчасті листя, темно-коричневі квіткові бруньки або ефектні квіти з білими пелюстками. Великі сухі плоди баобабу містять насіння у формі нирок в їстівній м'якоті.
Баобаб Грандідьє названий на честь французького ботаніка і дослідника Альфреда Грандідьє (1836—1921).

## Ареал
Баобаб Грандідьє зростає у південно-західній частині Мадагаскару, між Лак-Іхотрі, (поблизу Моромбе) та Беребокою. Раніше цей баобаб зростав у сухих листяних лісах, особливо біля сезонних річок чи озер. Однак сьогодні він переважно зустрічається у відкритих, сільськогосподарських землях або деградованих чагарниках.

## Життєвий цикл та екологія

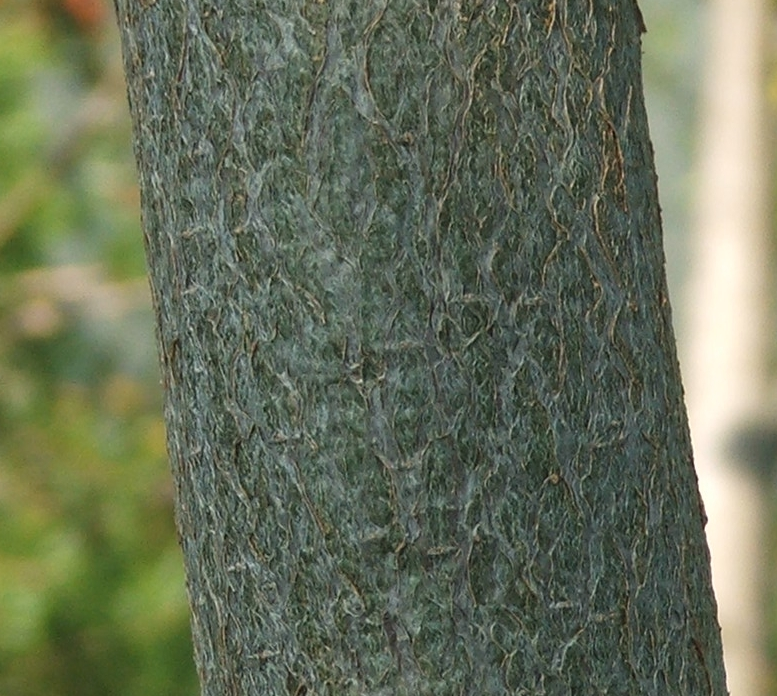
Кора молодого дерева

Баобаб Грандідьє розпускає квіти з жовтня по травень, а цвіте — з травня по серпень. Квіти, що пахнуть кислим кавуном, відкриваються безпосередньо перед сутінками або незабаром, а весь пилок виділяється протягом першої ночі. Дерево запилюється нічними ссавцями, такими як лемури, та комахами, як то моль Хоука. Лемури пересуваються під навісами, вставляючи морди в білі квіти і облизуючи нектар з пелюсткових основ, в результаті чого пилок осідає на обличчях лемурів, тоді як молі трохи ефективніші при запиленні, оскільки здатні літати з дерева до дерева, більша частина їх тіл покрита пилком.
Вид приносить стиглі плоди в листопаді та грудні. На відміну від баобабів Африки та Австралії, виявляється, що насіння смачного плоду тварини не розсіюють. Лемури — єдині живі тварини на Мадагаскарі, які здатні діяти як насінники, але розповсюдження насіння лемурами ніколи не було зафіксовано. Однак у минулому це цілком могло бути. Існує кілька видів, які зникли з часів колонізації острова людиною (від 1500 до 2000 років тому), які, ймовірно, могли бути розсіювачами насіння. Сюди входять види приматів, які вважалися схожими на бабуїнів, і найважчий птах, який коли-небудь жив, птах слон, який мав потужний дзьоб, який міг відкрити великі плоди. Сьогодні вода може бути засобом, за допомогою якого насіння розпорошується.
Нестача води іноді може бути проблемою для рослин на Мадагаскарі. Виявляється, баобаб долає це, зберігаючи воду у волокнистій деревині стовбура, оскільки діаметр дерева коливається з опадами.

## Загрози та збереження

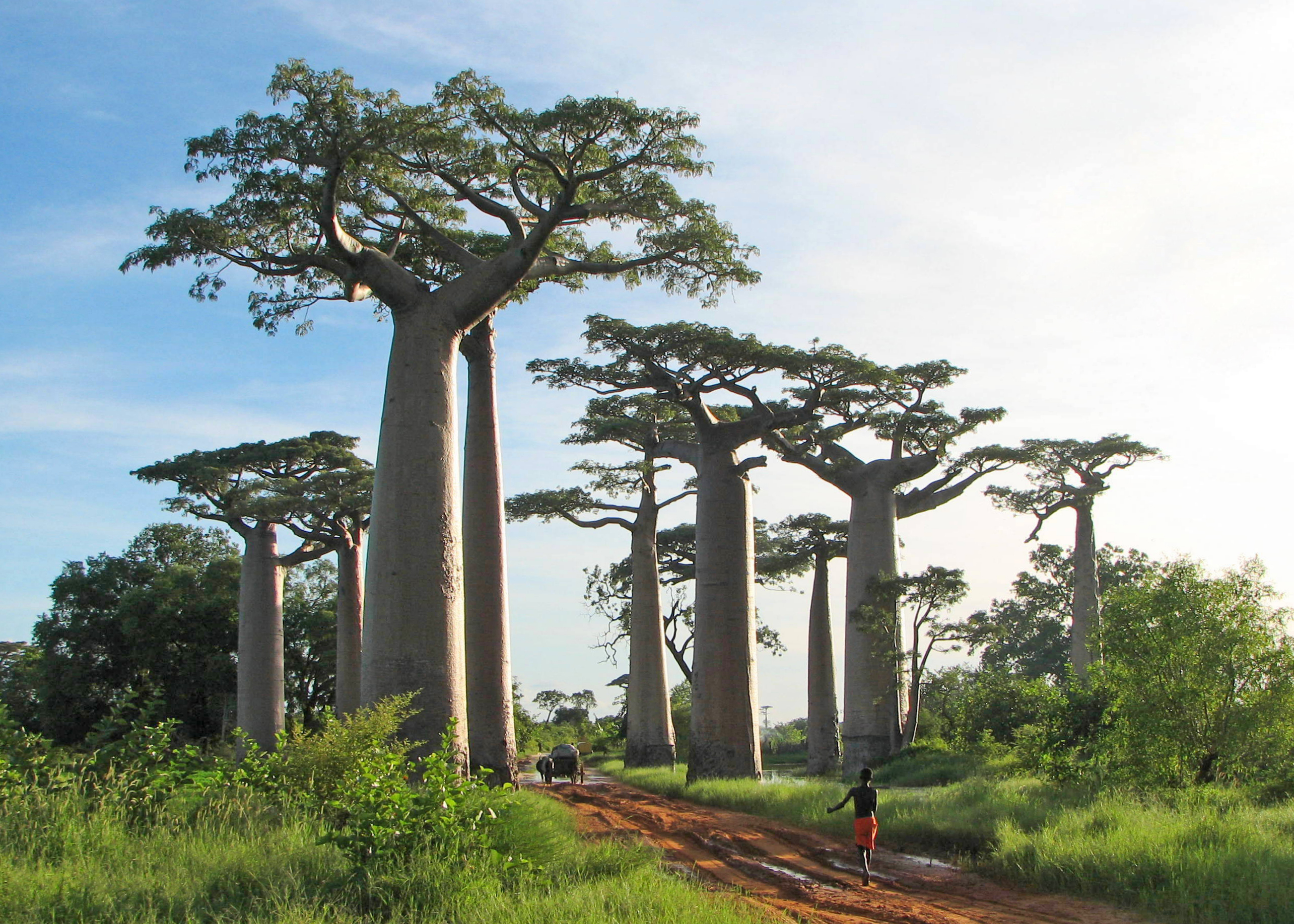
Алея Баобабів, Мадагаскар

Баобаб Грандідьє входить до Червоного списку МСОП 2006. Дерево є найбільш сильно експлуатованим з усіх малагасійських баобабів. Насіння і м'якоть фруктів, збагачених вітаміном С, їдять в свіжому вигляді, а з насіння багатого на олію витягують кулінарну олію. Плід або збирають із землі, або за допомогою дерев'яних кілочків, що забивають у стовбур, піднімаються на дерево, щоб зібрати плоди. Товста кора баобабу складається з міцних довгих волокон, які можна використовувати для виготовлення мотузок, а більшість дерев несуть шрами, звідки кора була зрізана від рівня землі до приблизно двох метрів для отримання цього матеріалу. Губчаста деревина складається з волокна, яке збирають із мертвих чи живих дерев, та висушують на сонці. Більшість із різноманітних цілей використання не передбачає знищення дерева, і, таким чином, навряд чи становитиме велику загрозу для баобабу. Найбільша загроза цьому виду припадає на перетворення його лісового середовища на сільськогосподарські угіддя. Усередині цих порушених місць існування помітний брак молодих дерев. Пожежі, хижацтво насіння, конкуренція з бур'янами та змінене фізичне середовище можуть впливати на здатність мадагаскарського баобабу до розмноження, що може мати руйнівні наслідки для його виживання. У 2003 році президент Мадагаскару пообіцяв утричі зменшити кількість заповідних територій, які могли б захистити баобаб Грандідьє.